# Artur Torres Pereira
Artur Ryder Torres Pereira ComM (Lisboa, 22 de agosto de 1950) é um médico, político e dirigente desportivo português.

## Biografia
Médico de profissão, foi Deputado (IV, VII e VIII Legislaturas da Terceira República Portuguesa) pelo PSD, Presidente da Câmara Municipal de Sousel e Presidente da Associação Nacional de Municípios Portugueses.
A 7 de Novembro de 1991 foi feito Comendador da Ordem do Mérito.
Foi Vice-Presidente da Direcção do Sporting Clube de Portugal entre 2013 e 2017, durante a presidência de Bruno de Carvalho (2013-2018), tendo sido nomeado a 16 de Junho de 2018, entre 25 de Junho de 2018 e 8 de Setembro de 2018, Presidente da Comissão de Gestão do clube nomeada por Jaime Carlos Marta Soares, Presidente da Mesa da Assembleia-Geral (MAG) do Clube, composta por si e por José de Sousa Cintra, Luís Silva Marques, António Augusto Guterres Sá e Costa, Silvino Manuel Gomes Sequeira, Jorge Lopes / Gurita, que se demitiu a 6 de Agosto de 2018, Alexandre Lopes Celestino Soares Cavalleri, que se demitiu a 4 de Agosto de 2018, Rui António Nunes Moço, Pedro Roque de Pinho de Oliveira Reis, António Correia Rebelo e José Diogo Leitão.
Em 2014 foi eleito Presidente pelo Clube Português de Monteiros, tornando-se numa voz activa e crucial no desenvolvimento e preservação do mundo rural.
É irmão do Dr. Jorge Ryder Torres Pereira, Oficial da Ordem do Mérito a 27 de Abril de 1993 e Grã-Cruz da Ordem do Mérito a 15 de Dezembro de 2010.